# 長澤由利香
長澤由利香（日语：／ Nagasawa Yurika，1968年1月27日—），日本女歌手、創作歌手、配音員、前偶像藝人。
出身於福島縣須賀川市。堀越高等學校畢業。
她最初以的名字出道。1988年改名為「由利香」。 1993年起改名為。她隸屬於經紀公司「有限公司Musical Unlimited」（公司名稱：Peak A Soul+）。

## 人物
1983年，長澤由利香被任命為日本電視台系列音樂節目《THE TOP10》的彩排歌手，並於1985年以《戀愛Joking Blue》作為偶像出道，發行了兩張單曲。在堀越高等學校，她與南野陽子、本田美奈子、長山洋子等眾多藝人是同屆同學。1992年起，她在當地電台福島電台開設了固定節目。轉投KONAMI後，她持續發行單曲。從1990年代後期開始，她經常演唱遊戲相關的歌曲，也為配音員提供歌曲。

## 音樂

### 單曲
「長澤由利香」名義
- 1. 戀愛Joking Blue/Nice To Meet You（恋はショッキング·ブルー/Nice To Meet You）（Polydor，1985年9月1日）
  - 作詞：宮哲郎，作曲、編曲：川口真（日语：川口真）

收錄於《Flower Pops vol.5 幻之Beauty Idol》、《80's Memorial Idol First Kiss》、《金澤之歌 ～金澤的所有熱門歌曲～》。
「由利香」名義
- 2. My Berry Time/Birthday Of My Love（Polydor，1988年4月1日）

名義
- 3. HEAVEN DAY （Starland，1993年8月21日）
  - 作詞：，作曲：土井淳一

- 4. My Dear…（KONAMI，1995年6月21日）
  - 作詞：，作曲：土井淳一，編曲：村田利秋

文化放送系列廣播劇《更多！純愛手札》片尾主題曲、PlayStation遊戲《純愛手札 ～forever with you～》廣告歌曲
- 5. 想擁抱住你（だきしめてよ）（KONAMI，1995年11月22日）
  - 作詞、作曲：，編曲：西辰彌

文化放送系列廣播劇《更多！純愛手札》片尾主題曲
- 6. 「永遠停不住的愛」（「愛が永遠を止めてゆく」）（KONAMI，1996年8月21日）
  - 作詞：井上秋緒，作詞：朝井泰生，編曲：福田裕彥（日语：福田裕彦）

KONAMI遊戲《閃電傳說 大悟的大冒險》片尾主題曲
- 7. 蜃氣樓（蜃気楼）（KONAMI，1996年12月21日，12cmCD單曲）
  - 作詞：柚木美祐（日语：柚木美祐），作詞：鵜島仁文（日语：鵜島仁文），編曲：福田裕彥

KONAMI遊戲《閃電傳說 大悟的大冒險》片頭主題曲
- 8. 堅強的翅膀（強いつばさで）（KONAMI，1997年4月23日）
  - 作詞：，作曲：朝井泰生，編曲：福田裕彥

文化放送《COME ON！FUNKY LIPS》片尾主題曲、KONAMI《db-FM》開台紀念形象歌曲
- 9. 即使是一場災難性的戀愛（さんざんな恋しても）（KONAMI，1997年6月21日）
  - 作詞：谷亞弘子（日语：谷亜ヒロコ），作曲：菜芽月愛夢（日语：コナミ矩形波倶楽部#主要メンバーと担当作品），編曲：山內薰

FN系列《哈克爾貝利醫生》片尾主題曲
- 10. （KONAMI，1997年9月3日）
  - 作詞：柚木美祐，作曲：鵜島仁文，編曲：福田裕彥

### 專輯
1. Crescendo（KONAMI，1995年12月6日）
2. Rumor（KONAMI，1997年3月5日）
3. 1999·Voce（KONAMI，1999年3月26日）

### 其它主題歌等
- 福島放送片尾主題曲（1993年）
- （1995年，文化放送系列《兵蜂PARADISE2》片尾主題曲，個人專輯《Crescendo》收錄歌曲）
- （1995年，文化放送系列《更多！純愛手札（日语：もっと!ときめきメモリアル）》片尾主題曲，個人專輯《Crescendo》收錄歌曲）
- 「LUV to me」 (English Ver.)（1999年1月，KONAMI街機遊戲《節奏DJ Complete》收錄歌曲）—作詞：長澤由利香，作曲：土井淳一
- 「LOVE FIRE」（1999年1月，《pop'n music 》收錄歌曲）

收錄於第3張專輯《1999·Voce》及《pop'n music Vocal Best》—作詞：長澤由利香，作曲、編曲：福田裕彥
- SONY.C.E.I. PlayStation 2遊戲《魔王與我》主題曲等（2001年）
- KONAMI街機遊戲，節奏DJ系列《ParaParaParadise（日语：ParaParaParadise）》收錄歌曲（2000年）
- KONAMI街機遊戲《勁爆熱舞KIDS》收錄歌曲（2000年）
- 「Truth」（2001年8月，Dreamcast遊戲《火焰聖母》片頭主題曲）—作詞、作曲：長澤由利香，編曲：鈴木雅也
- 「Escapes from your love」（2001年11月，PlayStation遊戲《pop'n music 5》收錄歌曲）—作曲、編曲：後田信二
- 「Pride」（2002年11月，PlayStation 2遊戲《pop'n music 7》收錄歌曲）—作詞：長澤由利香，作曲、編曲：水野達也（日语：水野達也）
- 「Flame」（女子摔角手門倉凛（日语：門倉凛）入場曲）—作詞、作曲：長澤由利香[1]

### 歌曲提供
- 大谷育江
- 金月真美
- 岩男潤子
- 速水獎

## 演出

### 廣播節目
- 福島電台《長澤由利香的故事中的故事》（1992年）
- 文化放送《更多！純愛手札（日语：もっと!ときめきメモリアル）》中不定期擔任DJ演出（1995年—1996年）
- JFN系列3局《哈克貝利醫生》中負責第1、2週（「長澤由利香的Angel Kiss」，1997年）
- db-FM（日语：db-FM）《長澤由利香的溫馨咖啡館》（1997年3月17日—2007年5月24日）

## 腳註

## 外部連結
- （日語）—長澤由利香的（第2代）官方個人部落格（2014年10月12日—）。
- Yurica Nagasawa's Blog，存于 （日語）—長澤由利香的（初代）官方個人部落格（2006年4月1日—2014年10月12日）
- Peak A Soul+ （日語）（所屬經紀公司網站）